# Бхандари, Мадан

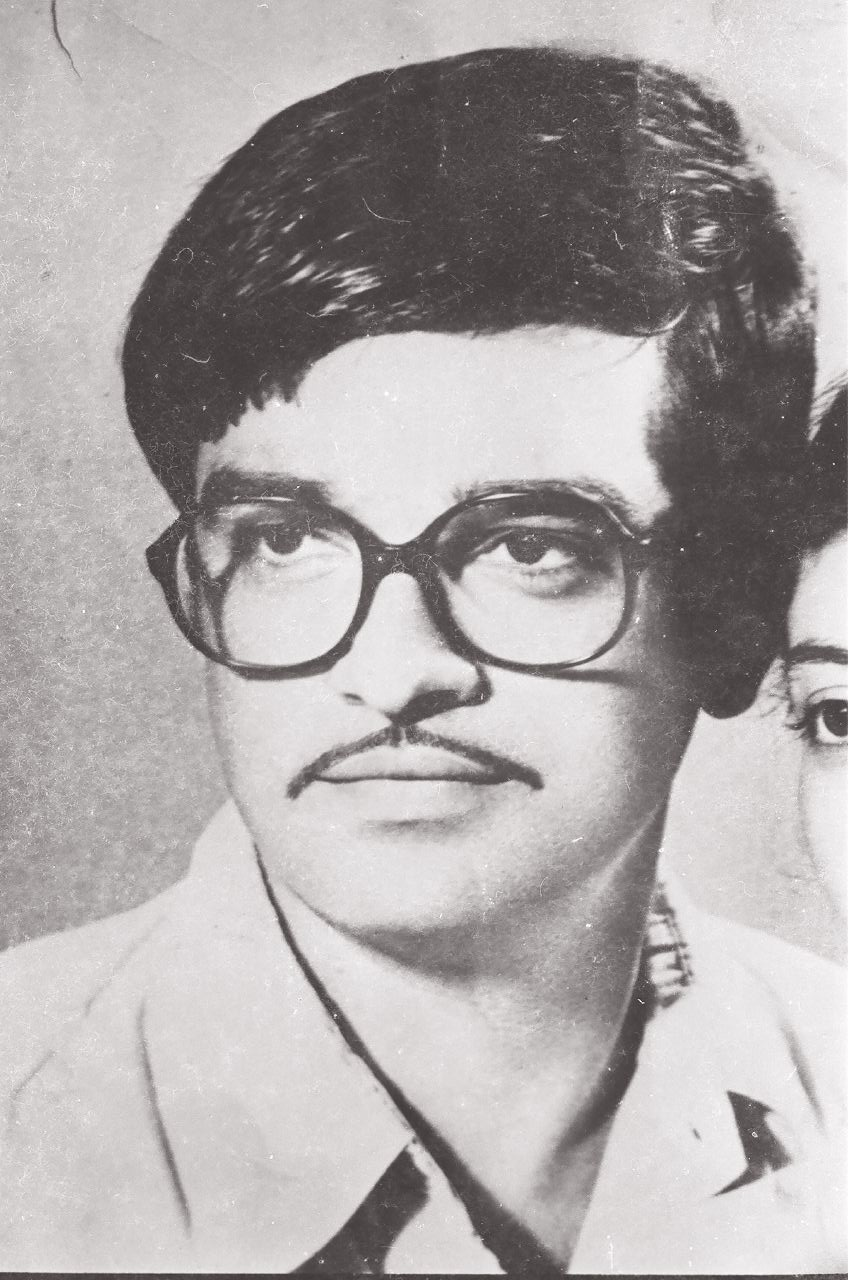

Мадан Кумар Бхандари (непальск. मदन कुमार भण्डारी; 27 июня 1951, Тапледжунг — 16 мая 1993, Читван) — непальский политик, лидер Коммунистической партии Непала (объединённой марксистско-ленинистской), активист движения за демократию. Бхандари победил тогдашнего премьер-министра Кришну Бхаттараи на всеобщих выборах в 1991 году. Мадан создал сильное коммунистическое движение в Непале, которое оставалось популярным даже после падения социалистического строя в СССР.
Главной идеей Мадана была «народная многопартийная демократия» (непальск. जनताको बहुदलीय जनवाद).
Он погиб в загадочной автокатастрофе в районе Читван в 1993 году. Детали смерти ещё не раскрыты. Смерть Бхандари всё ещё считается нераскрытым убийством.

## Биография
Мадан родился 27 июня 1951 года в деревне в районе Тапледжунг на востоке Непала. Он обучался в школе Медибунг в Тапледжунге и в городе Варанаси в Индии.
В 1972 году он стал членом ЦК Демократического культурного фронта, студенческого движения, основанного Пушпой Шрестхой. Около 1976 года он покинул коммунистическую партию Пушпы и основал Группу фронта освобождения. Группа основала альянс с выжившими после восстания в Джхапе 1978 года.
Он был одним из основателей Коммунистической партии Непала в 1978 году и был выбран генеральным секретарём партии на Четвёртом национальном конгрессе.
Мадан вновь стал генеральным секретарём партии после объединения коммунистических партий в объединённую марксистско-ленинистскую партию Непала в 1991 году. Он активно участвовал в продвижении идеи народной многопартийной демократии, оставив партию одной из самых сильных в стране.

## Выборы 1991 года
Объединённая марксистско-ленинистская партия Непала под предводительством Бхандари выиграла все кроме одного места в Катманду на выборах 1991 года. Причём в своём округе Бхандари победил премьер-министра Кришну Прасада Бхаттараи. Эти выборы были первыми свободными парламентскими выборами в стране после практически трёх десятилетий. Бхандари назвал это «голосом за демократию», «голосом за независимость» и «голосом за снижение уровня бедности».

## Смерть
16 мая 1993 года Мадан умер в автокатастрофе в районе Читван. Согласно расследованию Кхадга Оли, это было нераскрытое убийство. Из трёх человек в машине выжил только водитель. Два коммунистических лидера, Мадан и Джибарадж Ашрит, погибли. Тело Бхандари было найдено лишь через три дня.
Водитель Амар Лама был убит через 10 лет. Группа неизвестных вооружённых бандитов похитила Ламу из редакции еженедельника «Таджахабар» около 13:45. Он был привезён на юго-западные окраины Катманду и застрелен.
В 2016 году был посмертно награждён непальским правительством высшим гражданским отличием страны - Орденом драгоценности Непала (Непал Ратна Ман Падави).